# 长柄鼠李
长柄鼠李（学名：Rhamnus longipes）为鼠李科鼠李属下的一个种。其种加词“Longipes”意为“长梗的”，“长柄的”。
现接受名为长柄鼠李（Frangula longipes (Merr. & Chun) Grubov, 1949）。